# ブレンダン・ドネリー
ブレンダン・ケビン・ドネリー（Brendan Kevin Donnelly, 1971年7月4日 - ）は、アメリカ合衆国ワシントンD.C.出身の元プロ野球選手（投手）。右投右打。

## 略歴
1971年7月4日、ワシントンD.C.で生まれたが、その後ニューメキシコ州アルバカーキへ移住し、そこで育っている。1992年のドラフト27巡目でシカゴ・ホワイトソックスから指名され入団。メジャー昇格の機会がなかなか巡って来ず、マイナーリーグや独立リーグでプレーし続ける日々が続いた。1995年春には、前年から続く長期MLBストライキに対抗しようとしたオーナー側が、マイナーリーガーらを「代替選手」としてかき集めてシーズンを強行実施しようとした。ドネリーはこの「代替選手」としてオープン戦に登板していたため、現在も「裏切り者」として選手会には入会できないでいる。
その後も数球団を渡り歩いたドネリーは、2001年1月にアナハイム・エンゼルスと契約する。2002年にメジャー初昇格を果たすと、46試合に登板して防御率2.17を記録し、エンゼルスのワールドシリーズ制覇に貢献した。翌2003年にはホールド数でリーグ1位となり、監督推薦でオールスターに選出されるなど、中継ぎ投手として活躍した。
2005年6月のワシントン・ナショナルズ戦で、ナショナルズのホセ・ギーエンが自軍のフランク・ロビンソン監督をたきつけ、ドネリーのグラブを調べるように要求した。主審が調べたところ、グラブに松脂が仕込んである事が発覚したため、ドネリーは10試合の出場停止処分を受けた。ギーエンはエンゼルスに在籍していた2004年にマイク・ソーシア監督と衝突しており、ドネリーがそのときソーシアを支持したため、ギーエンは2人に恨みを抱いていた。
2006年12月にトレードでレッドソックスへ移籍し、2007年はシーズン途中まで中継ぎとして活躍したものの右肘を故障、トミー・ジョン手術をすることとなった。その後レッドソックスから放出された後、クリーブランド・インディアンスとマイナー契約を結んだ。2008年8月8日、メジャー復帰。
2009年5月、ヒューストン・アストロズとマイナー契約。7月5日にフロリダ・マーリンズとメジャー契約を結んだ。
2011年3月6日、現役引退を表明。

## 薬物疑惑
2007年12月13日に発表されたミッチェル報告書によると、カーク・ラドムスキーはアダム・リグスからドネリーを紹介された。ドネリーは2004年にアナボリックステロイドのハイテクアナバーを欲しがっていた。ラドムスキーはデカ・デュラボリンを250から300ドルで販売したと証言した。この主張についての情報を提供し、応答の機会を与えるためにジョージ・J・ミッチェルが面会を要求したが、ドネリーはこれを拒否した
。ドネリーは同月15日に声明を発表した。声明の中で、鼻血や腕の故障の問題を抱えていた時に回復を早める目的でハイテクアナバーを求めたが、ハイテクアナバーがステロイドに分類された事を知り、選択肢から外した。ラドムスキーからは何も薬物を購入していないし、使用していないと述べている。

## 年度別投手成績
| 年 度     | 球 団     | 登 板 | 先 発 | 完 投 | 完 封 | 無 四 球 | 勝 利 | 敗 戦 | セ 丨 ブ | ホ 丨 ル ド | 勝 率 | 打 者 | 投 球 回 | 被 安 打 | 被 本 塁 打 | 与 四 球 | 敬 遠 | 与 死 球 | 奪 三 振 | 暴 投 | ボ 丨 ク | 失 点 | 自 責 点 | 防 御 率 | W H I P |
| --------- | --------- | ----- | ----- | ----- | ----- | -------- | ----- | ----- | -------- | ----------- | ----- | ----- | -------- | -------- | ----------- | -------- | ----- | -------- | -------- | ----- | -------- | ----- | -------- | -------- | ------- |
| 2002      | ANA LAA   | 46    | 0     | 0     | 0     | 0        | 1     | 1     | 1        | 13          | .500  | 199   | 49.2     | 32       | 2           | 19       | 3     | 2        | 54       | 1     | 0        | 13    | 12       | 2.17     | 1.03    |
| 2003      | ANA LAA   | 63    | 0     | 0     | 0     | 0        | 2     | 2     | 3        | 29          | .500  | 307   | 74.0     | 55       | 2           | 24       | 1     | 4        | 79       | 1     | 0        | 14    | 13       | 1.58     | 1.07    |
| 2004      | ANA LAA   | 40    | 0     | 0     | 0     | 0        | 5     | 2     | 0        | 5           | .714  | 172   | 42.0     | 34       | 5           | 15       | 0     | 1        | 56       | 0     | 0        | 14    | 14       | 3.00     | 1.17    |
| 2005      | ANA LAA   | 66    | 0     | 0     | 0     | 0        | 9     | 3     | 0        | 16          | .750  | 271   | 65.1     | 60       | 9           | 19       | 3     | 2        | 53       | 3     | 0        | 30    | 27       | 3.72     | 1.21    |
| 2006      | ANA LAA   | 62    | 0     | 0     | 0     | 0        | 6     | 0     | 0        | 11          | 1.000 | 278   | 64.0     | 58       | 8           | 28       | 3     | 4        | 53       | 6     | 0        | 32    | 28       | 3.94     | 1.34    |
| 2007      | BOS       | 27    | 0     | 0     | 0     | 0        | 2     | 1     | 0        | 8           | .667  | 90    | 20.2     | 19       | 0           | 5        | 0     | 4        | 15       | 2     | 0        | 8     | 7        | 3.05     | 1.16    |
| 2008      | CLE       | 15    | 0     | 0     | 0     | 0        | 1     | 0     | 0        | 4           | 1.000 | 69    | 13.2     | 20       | 2           | 10       | 0     | 0        | 8        | 0     | 0        | 13    | 13       | 8.56     | 2.20    |
| 2009      | FLA       | 30    | 0     | 0     | 0     | 0        | 3     | 0     | 2        | 9           | 1.000 | 104   | 25.1     | 22       | 1           | 9        | 1     | 1        | 25       | 1     | 1        | 8     | 5        | 1.78     | 1.22    |
| 2010      | PIT       | 38    | 0     | 0     | 0     | 0        | 3     | 1     | 0        | 9           | .750  | 142   | 30.2     | 26       | 6           | 25       | 1     | 1        | 26       | 1     | 1        | 21    | 19       | 5.58     | 1.66    |
| 通算：9年 | 通算：9年 | 386   | 0     | 0     | 0     | 0        | 32    | 10    | 6        | 104         | .762  | 1632  | 385.1    | 326      | 35          | 154      | 12    | 19       | 369      | 15    | 2        | 153   | 138      | 3.22     | 1.25    |

- 各年度の太字はリーグ最高
- ANA（アナハイム・エンゼルス）は、2005年にLAA（ロサンゼルス・エンゼルス・オブ・アナハイム）に球団名を変更